# Gemeinde Chadschidimowo

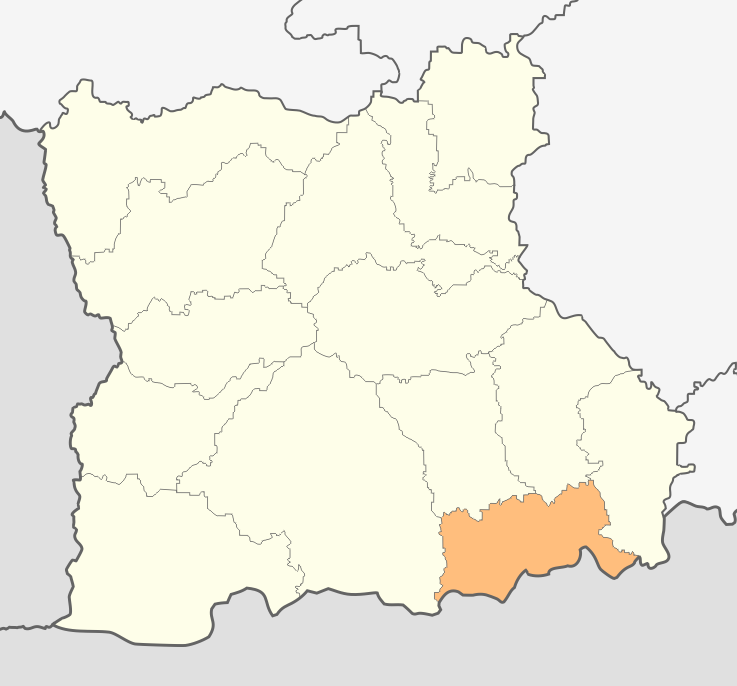
Die Grenzen und Lage der Gemeinde Chadschidimowo in der Oblast Blagoewgrad

Die Gemeinde Chadschidimowo (bulgarisch Община Хаджидимово, Obshtina Hadzhidimovo) liegt im Südosten des Oblast Blagoewgrad im Südwesten Bulgariens. Der Sitz der Verwaltung der Gemeinde ist der Ort Chadschidimowo, im Norden der Gemeinde. Die Gemeinde grenzt im Süden an die griechische Gemeinde Nevrokopi. Zudem grenzt es an folgende Bulgarische Gemeinden: im Osten Gemeinde Satowtscha, im Norden Gemeinde Garmen und Gemeinde Goze Deltschew sowie im Westen Gemeinde Sandanski.

## Geografie und Landschaft

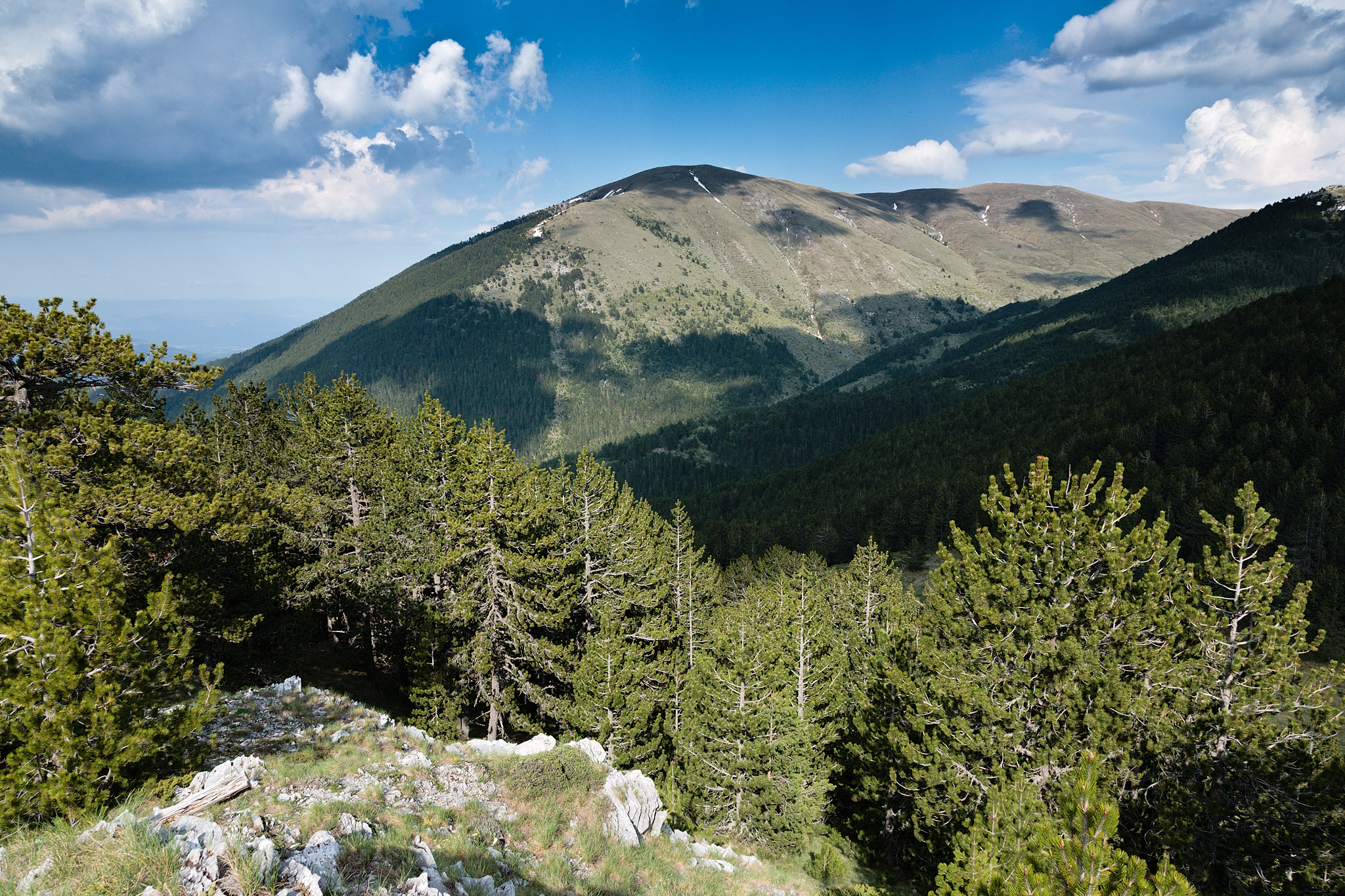
Tsari vrah 2183 m

Die Gemeinde Chadschidimowo ist eine Berggemeinde, die sich über die südöstlichsten Hänge des Pirin-Gebirges, den nordöstlichen Teil des Slawjanka-Gebirges, die westlichen Hänge des Dabrasch-Gebirges, einen Teil der Rhodopen und den südlichsten Teil des Nestos-Flusstals und einen kleinen Teil der Gotse Deltschew-Höhle erstreckt. Die Landschaft der Gemeinde ist vielfältig. Der Pirin-Teil ist typisch gebirgig, zerklüftet mit tiefen Schluchten und scharfen Graten, mit großen Höhenunterschieden. Vom Hauptwassereinzugsgebiet des Pirin-Gebirges in östlicher Richtung verlaufen eine Reihe kleinerer Bergrücken. Der rhodopische Teil östlich von Mesta ist ebenfalls gebirgig und wird von tiefen Schluchten durchzogen, aber es gibt auch kleinere Bergrücken mit stärker gerundeten Formen. Die Stadt Hadschidimowo liegt 85 km südöstlich von Blagoewgrad (115 km auf der Straße) und 138 km südsüdöstlich von Sofia (212 km auf der Straße). Der höchste Punkt der Gemeinde ist "Tsari vrah" – 2183 Meter über dem Meeresspiegel im Slavyanka-Gebirge.

## Geschichte
Die Gemeinde Chadschidimowo war im Laufe der Jahre die Heimat vieler Stämme, die wichtigsten waren die Thraker, Slawen und Protobulgaren. Der thrakische Stamm der Bessi war der Hauptstamm, der sich in der Region niedergelassen hat, und es gibt eine große Anzahl von Überresten in der Gegend, die von ihrem reichen Leben hier zeugen. In den Dörfern von Blatska, Debren, Dabnitsa und Hvostyane wurden Fragmente attischer Gefäße gefunden, und es gibt Hügelnekropolen.
Um 146 n. Chr., nach langen Kämpfen zwischen römischen Truppen und Thrakern, fiel das Gebiet um Goze Deltschew unter römische Herrschaft. Zu Ehren der Niederlage errichtete Kaiser Trajan 106 n. Chr. die Stadt Nikopolis ad Nestum. Diese Stadt wurde Ende des 6. Jahrhunderts von den Slawen zerstört und der Stamm der Smolyani siedelte sich hier an. Die Slawen waren Bauern und Hirten. Sie bauten Hirse, Weizen, Flachs, Hanf und Hülsenfrüchte an, und sie züchteten auch Vögel, Rinder, Schafe und Ziegen.

## Städte und Dörfer
Die folgenden Städte und Dörfer befinden sich in der Gemeinde Chadschidimowo:
| - Chadschidimowo (Хаджидимово) - Ablaniza (Абланица) - Beslen (Беслен) - Blatska (Блатска) - Gajtaninowo (Гайтаниново) - Ilinden (Илинден) - Kopriwlen (Копривлен) - Laki (Лъки) | - Nowa Lowtscha (Нова Ловча) - Nowo Leski (Ново Лески) - Paril (Парил) - Petrelik (Петрелик) - Sadowo (Садово) - Teplen (Теплен) - Teschowo (Тешово) |

## Wirtschaft und Transport
Die territoriale Verteilung der wirtschaftlichen Aktivitäten ist sehr ungleichmäßig. Die wichtigsten wirtschaftlichen Aktivitäten konzentrieren sich in der Stadt Chadschidimowo und in den Dörfern Koprivlen und Ablaniza. Die Industrien sind die Haupteinnahmequelle – sie erwirtschaften fast 70 % des Nettoeinkommens in der Gemeinde. Die Hauptbeschäftigung der Landbevölkerung ist mit dem Tabakanbau und der Viehzucht verbunden. Der Autoverkehr ist die einzige Verkehrsart in der Gemeinde. Die Nationalstraße II-19 führt durch die Gemeinde, die Chadschidimowo mit Goze Deltschew verbindet. Es fahren täglich Busse nach Goze Deltschew, Satovcha, Blagoewgrad und Sofia.

## Bildung, Kultur, Religion
In der Gemeinde gibt es zwei Sekundarschulen, drei Grundschulen, drei Kindergärten und elf Gemeindezentren. Es gibt zwölf Kirchen und ein Kloster der Bulgarisch-orthodoxen Kirche. Vier Moscheen werden in den Pomaken-Dörfern der Gemeinde gebaut.
Nach der letzten bulgarischen Volkszählung von 2011 war die religiöse Zusammensetzung unter denjenigen, die die fakultative Frage zur religiösen Identifizierung beantwortet haben, wie folgt:
- Orthodoxe Christen: 63,04 %
- Katholiken: 0,16 %
- Protestanten: 0,00 %
- Muslime: 34,57 %
- Keine Religion: 0,14 %
- Andere oder keine Antwort: 2,09 %